# Eero Milonoff
Eero "Käkä" Milonoff, född 1 maj 1980 i Helsingfors, är en finländsk skådespelare.
Milonoff har medverkat i flera finska filmer och i Sverige är han bland annat känd som trollet "Vore" i den uppmärksammade svenska filmen Gräns (2018), för vilken han också tilldelades Guldbaggen för bästa manliga biroll. Han spelade även bland annat "Jari" i den svenska filmen Jägarna 2 (2011). Han hade även en mindre roll som Niilas bror "Johan" i den svensk-finska filmen Populärmusik från Vittula (2004).

## Filmografi i urval
- 1997 – Frälsningen
- 2003 – Stygga pojkar
- 2004 – Populärmusik från Vittula
- 2005 – Flicka, du är en stjärna
- 2006 – Vargens hemlighet
- 2007 – Ganes
- 2008 – De mörka fjärilarnas hem
- 2011 – Jägarna 2
- 2016 – Den lyckligaste dagen i Olli Mäkis liv
- 2018 – Gräns
- 2020 – White wall (TV-serie)
- 2022 – The Good Driver

## Priser och utmärkelser
- 2018 – Guldbaggen för bästa manliga biroll för filmen Gräns